# Terre d'Adige
Terre d'Adige är en kommun i provinsen Trento i regionen Trentino-Sydtyrolen i Italien. Kommunen hade 3 121 invånare (2019).
Kommunen Terre d'Adige bildades den 1 januari 2019 genom en sammanslagning av de tidigare kommunerna Nave San Rocco och Zambana.